# أنتوني سميث
أنتوني سميث (بالإنجليزية: Anthony Smith) (و. 1844 – م) هو سياسي، من الولايات المتحدة الأمريكية، ولد في مقاطعة بيفر.

## مناصب
تولى منصب عضو مجلس ولاية فيرجينيا الغربية.